# 秩父橋
秩父橋（ちちぶばし）は、埼玉県秩父市阿保町と同寺尾の間に架かり、荒川を渡る国道299号および埼玉県道44号秩父児玉線の道路橋である。現在国道299号が通っている橋は、1985年に竣工した3代目で、その下流にある2代目の橋も旧秩父橋として現存している。

## 概要
秩父地方で最古の歴史を持ち、古くから秩父新道として小鹿野や児玉方面への主要な交通路としての役割を果たしてきた橋である。1985年架設の本橋は河口から120.6キロメートルの位置に架かる埼玉県では初の斜張橋である。橋の両側は河岸段丘になっていて右岸側と左岸側の段丘面を直接結んでいる。橋軸は線形を重視するため旧橋とは異なり、河道に対し約45度の斜橋となっている。国道の橋であるが管理者は埼玉県である。国道299号は国道と称しているが直轄国道ではなく補助国道であり、全区間県管理である。また、埼玉県の第一次特定緊急輸送道路に指定されている。西武観光バスの小鹿野線（系統番号G）や秩父吉田線（系統番号D）の走行経路に指定されている。右岸側は「龍石寺」停留所が最寄り。
橋長153.153メートル、総幅員11.5メートル、有効幅員10.0メートル（車道8.0メートル、歩道2.0メートル）支間長152.000メートルの1径間の斜張橋の1等橋（TL-20）である。高さ40メートルの逆「Y」型の主塔は左岸側に1基あり、そこから右岸に向かって直径7 mmの鋼線を束ねてケーブル保護管（ポリエチレン管、グラウト充填）で被覆された6対のフロントケーブルがファン型で重量約1200トンの鋼床版の箱桁に張られ、その反対側は単ストランドでは当時として世界最大径となる4本のバックステイケーブルで左岸側の段丘崖に打ち込まれたアンカーレッジに固定された非対称な外観を有する。橋の構造が特殊なため、主塔の側面などよりトランシットを用いるなどして主塔の傾きがないか定期的に点検している。橋面は車は車道中央を頂点に1.5パーセント、歩道は2パーセントの横断勾配が付けられている。橋の照明は高欄照明を使用している。歩道は上流側のみに設置されている。
本橋梁は日本百名橋の1つに埼玉県では唯一選定され、土木学会田中賞を受賞している。また、特定非営利活動法人シビルまちづくりステーション（旧称ＩＴステーション市民と建設）による「関東地域の橋百選」に選出されている。他にも埼玉県のぐるっと埼玉サイクルネットワーク構想に基づき策定された「自転車みどころスポットを巡るルート」の「秩父札所34カ所を回るルート」の経路に指定されている。
2024年6月6日BSフジ放送の『絶景 日本の橋』で本橋が取り上げられた。

### 諸元
- 橋格 - 1等橋
- 構造形式 - 単径間鋼床版箱桁マルチ型ケーブル斜張橋[8]
- 橋長 - 153.153メートル
- 支間長 - 152.000メートル
- 総幅員 - 11.5メートル
- 有効幅員 - 8.0メートル（車道）、2.0メートル（歩道）
- 総鋼重 - 863トン[14]
- 主塔の高さ - 40.0メートル
- 基礎 - 直接基礎
- 着工 - 1980年（昭和55年）
- 竣工 - 1985年（昭和60年）
- 開通 - 1985年（昭和60年）12月21日[15]
- 施工会社 - 日本鋼管[14]（現、JFEエンジニアリング）、斎藤組[16]
- 管理者 - 埼玉県

## 歴史
秩父橋が架けられる以前は「簗場の渡し」（「寺尾の渡し」とも呼ばれる。）と呼ばれた船一艘を有する私設の渡船場が旧橋のやや上流側、現在の新橋の真下辺りに存在していた。この渡船場がいつから存在していたかは定かではないが、付近に所在する岩之上堂に1742年（寛保2年）の記録が残され、その文書に渡船について記されていることからその頃までには存在していたと考えられる。渡船の運営は岩之上堂が行ない、渡船料は通常は1人3文、増水時は8文から16文であった。児玉方面への経路であると共に秩父札所の19番から20番の経路にもなり、巡礼の渡し場としての渡し場の性格も有していた。冬場の減水期には長さ15間（約27.27メートル）の土橋の仮橋が1818年（文政11年）頃より架けられていた。この渡船場は秩父橋の開通により廃止された。

### 1885年の橋

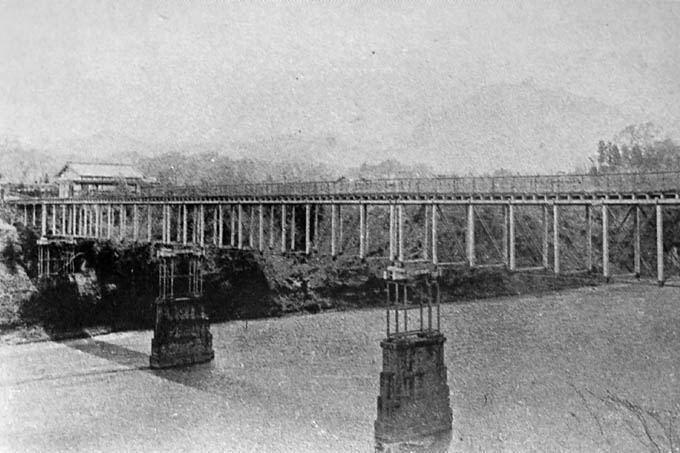
木鉄混合プラットトラス橋の初代秩父橋。

秩父新道（現在の埼玉県道44号秩父児玉線に相当）は秩父地方から郡外へ通じる初めての道路として1883年（明治16年）に着工され、1886年（明治19年）4月に竣工している。秩父橋はその秩父新道の建設の一環として最後に工事が残された区間に架けられたものである。
秩父事件で財政的に緊迫する時世であったが、橋は1885年（明治18年）12月に竣工され、1886年（明治19年）1月16日に橋の開通式および渡り初め式が挙行された。さらに1886年4月18日には秩父新道の開通式が行われた。橋の施工は斎藤組が担当した。架橋に要した費用は3万円であった。橋の高さは7丈2尺（約21.8メートル）あり、橋長142.12メートル、幅員4.24メートル、最大支間長36.4メートルの圧縮材に木材、引張材に鉄を用いた上路式の5径間木鉄混合プラットトラス橋で、2代目の旧秩父橋の30メートル上流側にあった。この木鉄混合プラットトラス橋は荒川では初代の荒川橋や親鼻橋にも採用されている。径間割は主径間が3連ありその両側に側径間がそれぞれ1連ずつある。橋の部材の木材は大滝村産で橋脚は小鹿野町産の岩殿沢石を使用した石積橋脚で川上側には水切りが付けられていた。桁下高を稼ぐため橋脚の頂部に木製の柱で櫓を立てその上に構桁が組まれた。
現在は橋脚のみが遺構として川の中に残されている。また、左岸側橋詰に所在する「秩父橋ポケットパーク」に「明治18年12月築造」と記された初代の橋の親柱2本が保存されている。この親柱は1985年の橋の基礎工事際に河床から発見され、発掘されたものである。

### 1931年の橋

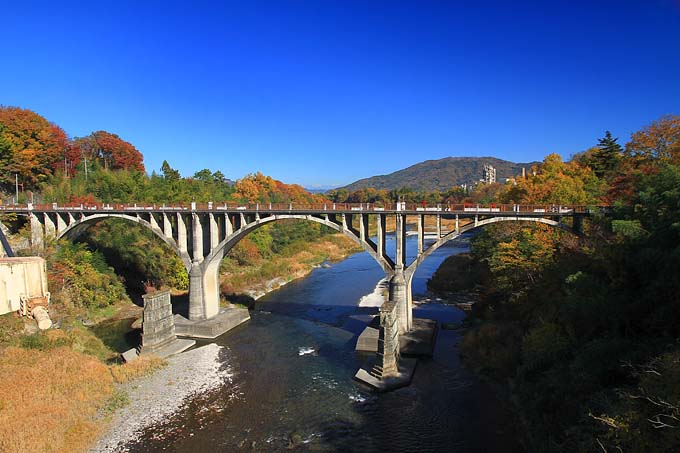
旧秩父橋と初代秩父橋の遺構

3代目の現行の秩父橋に対し本橋を旧秩父橋と称されている。
橋は戦前の1930年（昭和5年）に着工され、翌年竣工した全長134.6メートルのRC上路開腹拱橋の3等橋である。橋の施工は斎藤組が担当した。総工費は94500円である。橋は1931年（昭和6年）5月に開通した。全幅員6.8メートル、有効幅員6.0メートル。径間割は主径間35メートルのコンクリート拱橋で3連あり、側径間10.3メートルのコンクリートT型桁で主径間の両側に1連ずつあり、合計5連である。橋の高さは河床より21メートルあり、橋脚のアーチ起拱部や支柱には優美な装飾が施されている。橋脚の設置位置は旧橋に合わせている。橋脚基礎は河床を約2メートル掘りコンクリートを打設した。また、橋脚基礎のフーチング（基底部）が露出している。舗装はアスファルトブロック舗装である。下流側にある同じコンクリート拱橋の皆野橋に似るが、本橋の方がアーチライズ比（アーチリブの高さと長さの比）が大きい。なお皆野橋の施工担当は当橋と同じ斎藤組である。高欄は鋼製であったが、戦時中の金属類回収令により橋灯と共に撤去され、替わりにコンクリート製の高欄に付け替えられた。
3代目の秩父橋に架け替えられられた後は橋としての役目を終えたが、この橋は多くの人々に愛され、秩父地方のシンボルでもあったことから地元の要望により土木資料として保存されることが決まり、埼玉県から秩父市に移管され、秩父市管理の橋となった後は橋灯や高欄が竣工当時の状態に復元され、橋上公園（人道橋）として整備され余生を送っている。1999年（平成11年）3月19日には埼玉県指定有形文化財に初代秩父橋の遺構（橋脚2基と親柱2本）と共に指定された。本橋梁は土木学会による「近代土木遺産2800選Bランク（県指定文化財クラス）」に選出されている。
近年主桁やアーチリブなどにコンクリートの剥離や内部の鉄筋露出など、著しい損傷が見られるようになり、2016年（平成28年）に法定点検を実施したところ、「判定区分III」の早期措置段階と診断された。2019年（令和元年）8月6日、国土交通省の直轄診断が本橋に対し実施された。

### 1985年の橋

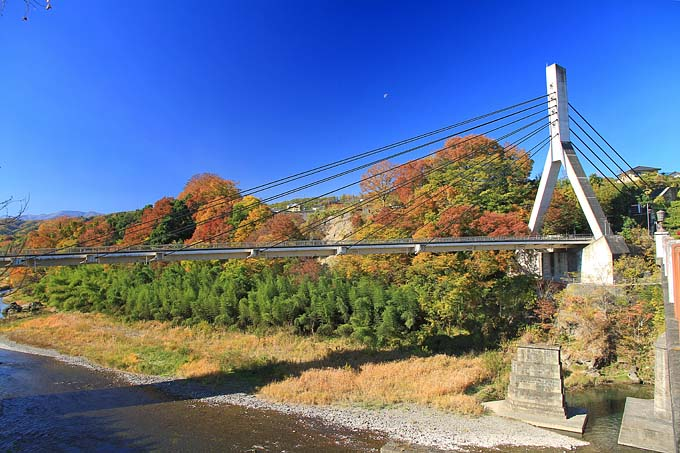
現在の秩父橋

旧橋の老朽化のほか、通行車両の大型化で橋上のすれ違いが困難となり、増大する交通量に対処するため、全国で25例目の、埼玉県では初の斜張橋で橋が架け替えられることとなった。橋の設計は五十畑弘が担当した。橋の建設に先立ち風洞試験が実施され、フェアリングやフラップの設置などの空力的対策を検討したが、橋が流心に対しほぼ45度の斜橋であることもあってその対策を特に取らずに基本断面のまま架橋し、様子を見ることとなった。橋は1980年（昭和55年）着工、橋は主塔が鉄骨鉄筋コンクリート、橋桁が鋼製の日本初の複合斜張橋が採用された。施工会社は日本鋼管（現、JFEエンジニアリング）および斎藤組で架設工法としてケーブルクレーンによる片持ち式工法により架設され、1985年（昭和60年）9月に新秩父橋が竣工した。折しも初代秩父橋竣工後100年目の年であった。総事業費は12億900万円であった。構造上水平反力が生ずるので、橋台の伸縮装置に水平沓や可動沓が設置されている。また、右岸側70メートル、左岸側10メートルの取り付け道路も合わせて整備された。竣工後は9月から翌年2月までの6カ月間、橋桁に起振機を設置して振動試験が実施されたほか、風による振動計測（対風挙動観測）が行なわれた。現在はこの新秩父橋を秩父橋と呼ぶ。橋の開通式は1985年（昭和60年）12月21日の午前11時より右岸側橋詰にて挙行され、立岡副知事や加藤市長のほか多くの来賓が出席され、式典の後に秩父消防音楽隊を先頭に九組の三代夫婦による渡り初めが行なわれた。橋は同日14時より供用を開始した。
1985年度に、本橋は橋の技術的特徴やコンピュータを活用した施工マネジメントなどが評価され、土木学会田中賞（作品賞）を受賞している。田中賞の受賞理由が記された秩父橋「田中賞」受賞記念碑が橋詰の「秩父橋ポケットパーク」に設立されている。この橋の開通により、今までの橋は取り付け道路が橋の前後で地形に沿ってクランク状に急カーブしていたが、緩やかなカーブの線形に改修され交通の流れが良くなった。
橋の開通後「秩父橋竣功記念実行委員会」が結成され、記念事業の一環として畑知事の揮毫による新秩父橋の記念碑（秩父橋竣工記念碑）が「秩父橋ポケットパーク」に設置され、1986年（昭和61年）4月19日昼前にその除幕式が催された。記念碑には表面は橋の由来、裏面には工事の概要や経過が記されている。また、記念碑のほかに四阿やベンチやわき水の彫刻、初代秩父橋の親柱なども設置された。

## 周辺
周辺は河岸段丘域で荒川の両岸やその付近に段丘崖が見られる。また、左岸側は起伏に富んだ長尾根丘陵があり人家がまばらなのに対し、右岸側の段丘面は比較的平坦で秩父の市街地となっている。橋の北詰に「秩父橋ポケットパーク」が設けられ、そこに秩父橋竣工記念碑のほか、 埼玉県秩父土木事務所（現、秩父県土整備事務所）が設置した秩父橋の変遷について記した案内板や埼玉県が設置した秩父橋「田中賞」受賞記念碑が設置されている。パーク内の初代秩父橋の親柱二本は、旧秩父橋と初代秩父橋橋脚2基と共に埼玉県指定有形文化財となっている。国道299号が通っている橋の左岸側をアンダーパスする遊歩道があり、ポケットパークと橋上公園の間を道路を渡らずに行き来することができる。
当橋と下流側の和銅大橋の間の荒川に秩父太平洋セメントの地中式長距離ベルトコンベアを通す私設橋（ベルトコンベアー橋）が架けられている。
- 大野原駅
- 飛渕山龍石寺 - 秩父札所19番
- 法王山岩之上堂 - 秩父札所20番
- 埼玉県立秩父農工科学高等学校
- 秩父市立秩父第一中学校
- 秩父市立尾田蒔中学校
- 秩父市立尾田蒔小学校

## その他
- 浦山ダムの堤体に旧秩父橋のアーチをイメージしたデザインが施されている[42][43]。
- 埼玉県が発行する秩父橋の橋カードが道の駅ちちぶで配布されている[44]。橋カードには橋の写真のほか、橋に関するデータが記されている。
- 2011年（平成23年）に深夜の時間帯で放送されたテレビアニメ『あの日見た花の名前を僕達はまだ知らない。』の舞台としてキービジュアルなどに登場しており[45]、同作に登場した風景の中でも特に人気の場所として、ファンの聖地巡礼の対象となった[46]。
- 秩父市は橋からの投身自殺が多く[47]、このような背景から市は秩父橋など主要な橋の高欄などに橋からの投身自殺を防ぐ目的で「自殺予防標語入り看板」を設置し、その成果を上げている[48]。秩父橋もその対象になっており、橋の歩道側両詰に設置されている[49]。

## 風景

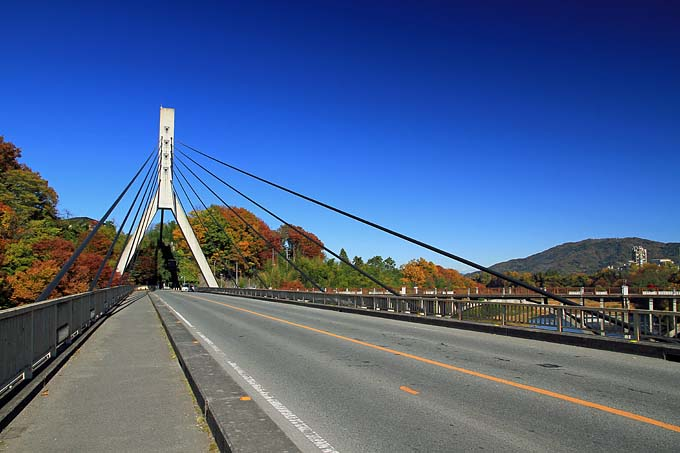
橋中央部付近より左岸側を望む。
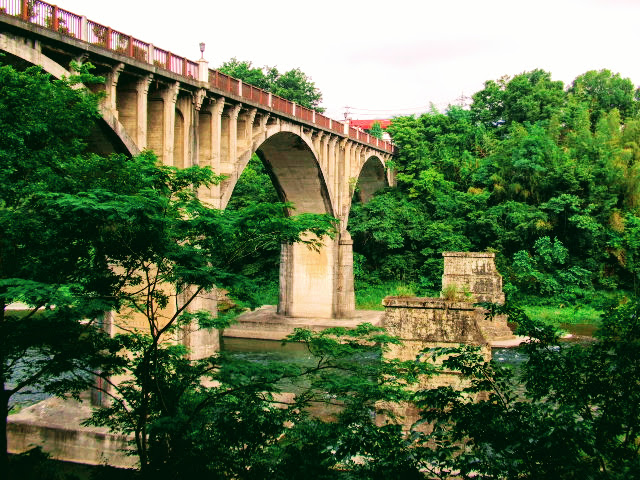
旧秩父橋と初代秩父橋の遺構
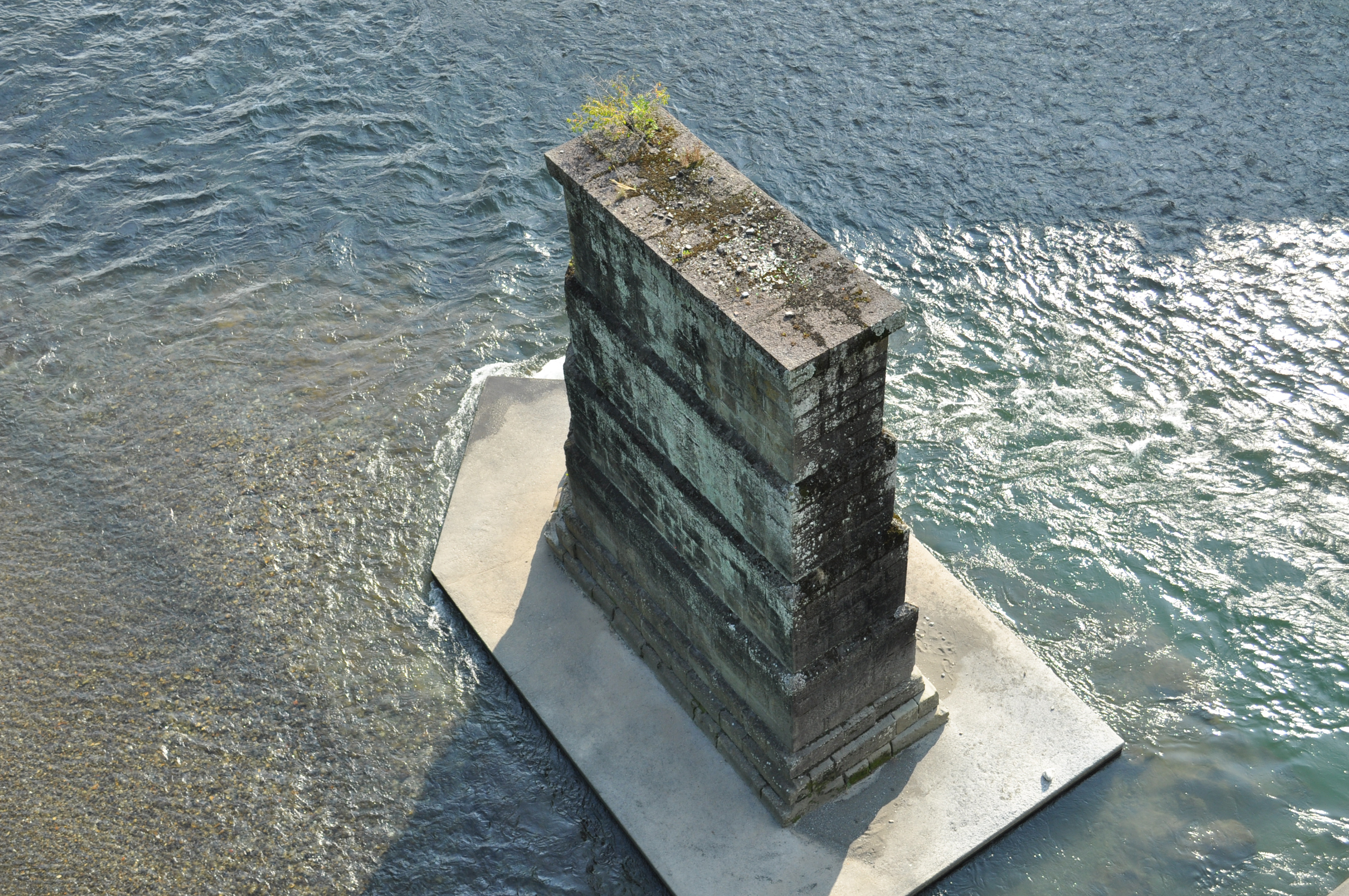
初代秩父橋の架脚
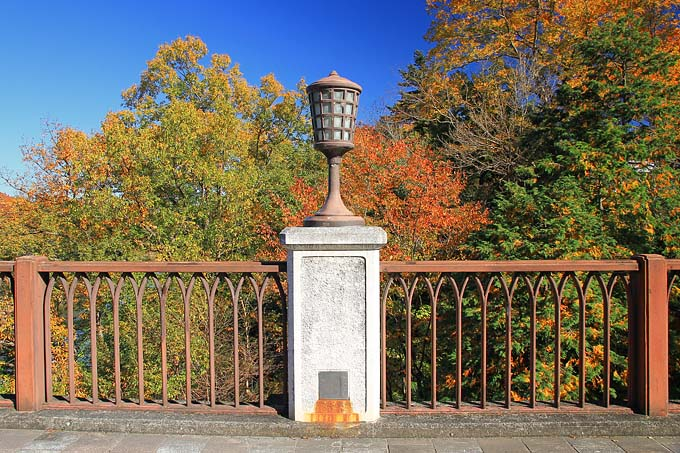
復元された旧秩父橋の高欄と照明灯。
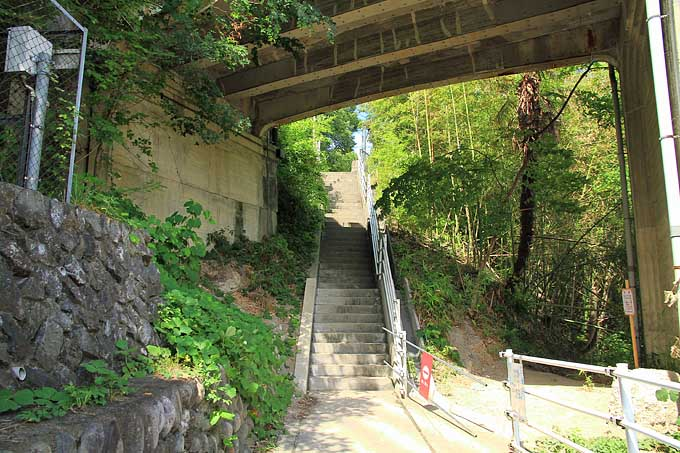
秩父橋橋架下遊歩道。
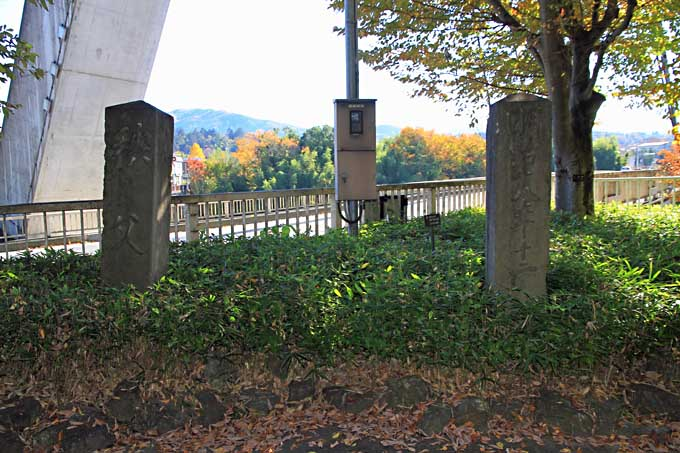
初代秩父橋の親柱
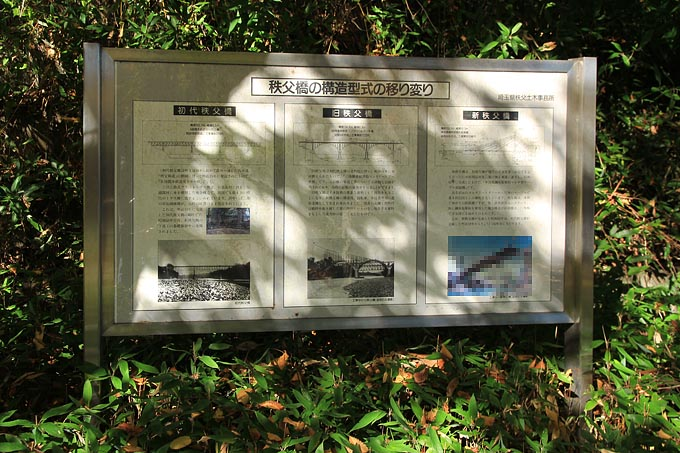
秩父橋の案内板。
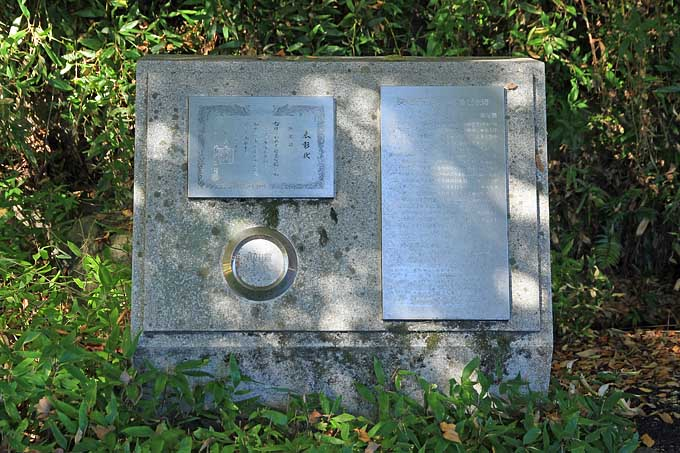
秩父橋の「田中賞」受賞記念碑。
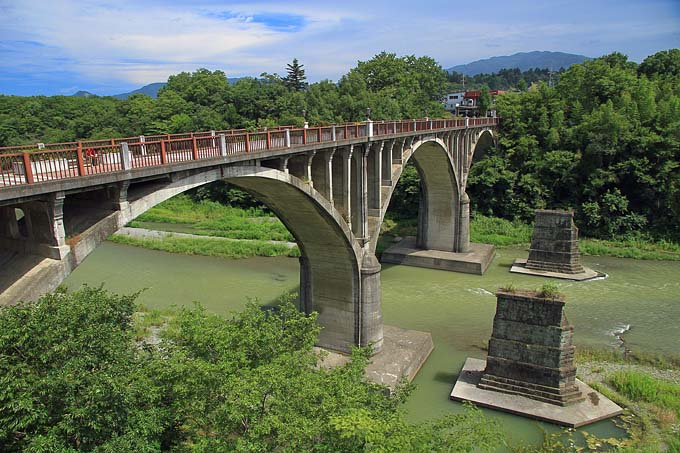
旧秩父橋と初代秩父橋の橋脚。

## 隣の橋
- 荒川

（上流） - 秩父公園橋 - 武之鼻橋 - 秩父橋 - 和銅大橋 - 新皆野橋 - （下流）